# 왈레드 알셰흐리
왈레드 알셰흐리(아랍어: وليد الشهري, Walīd ash-Shehrī. 1978년 12월 20일 ~ 2001년 9월 11일)는 2001년 9월 11에 일어난 9.11 테러 당시 아메리칸 항공 11편을 하이재킹한 테러범 5명 중 한명이다.
사우디아라비아에서 태어난 알셰흐리는 학생 때 메디나에서 형 와일 알셰흐리와 정신 질환을 가진 동생과 같이 살았다. 2001년 4월에는 관광 비자를 통해 미국으로 입국했다. 2001년 9월 11일, 모하메드 아타 등 테러범 5명이 아메리칸 항공 11편을 납치하여 세계 무역 센터 북쪽 타워에 충돌하여 사망했다.